# Diego Melo de Portugal
Fray Diego Melo de Portugal y Villena, (Badajoz, 24 de mayo de 1734 – Valdepeñas de Jaén, 22 de enero de 1816) religioso español perteneciente a la orden de San Agustín, obispo de Osma y obispo de Jaén.

## Biografía
Su padre fue Francisco Melo de Portugal y Villena, tercer III Marqués de Vellisca, III Conde de Assumar y señor de Barajas de Melo, (Cuenca). Su hermano mayor, Pablo heredó los títulos nobiliarios, su otro hermano Pedro Melo de Portugal fue el V virrey del Río de la Plata y gobernador del Paraguay y su otro hermano fray Josef Melo de Portugal fue religioso del convento de San Agustín en Madrid.
Desciende por parte paterna de los duques de Braganza y del rey don Juan I de Portugal. Por parte de los Villena desciende de Fernando el Santo, rey de Castilla. Y por los Melo, de los Braganza y de los condes de Olivença.
El 12 de septiembre de 1794 fue nombrado obispo de Osma, tomando posesión el 16 de noviembre de ese mismo año. El 18 de diciembre de 1795 es nombrado Obispo de Jaén, permaneciendo en el cargo hasta su fallecimiento.
Falleció en el Palacio Episcopal de Valdepeñas de Jaén, el 22 de enero de 1816.
| Predecesor: José Constancio Andino        | Obispo de Osma 1794 - 1795 | Sucesor: Antonio Tavira Almazán |
| Predecesor: Pedro Rubio-Benedicto Herrero | Obispo de Jaén 1795 - 1816 | Sucesor: Andrés Esteban Gómez   |